# Bioshock 2: Minerva's Den
BioShock 2: Minerva's Den è una campagna DLC single-player per il videogioco BioShock 2.  Il gioco è uno sparatutto in prima persona, in cui il giocatore veste i panni del Soggetto Sigma, un Big Daddy della Serie Alfa, che deve esplorare la principale stazione di sicurezza di Rapture, il Minerva's Den, per scaricare una copia del computer principale della città, situato al suo interno.

## Ambientazione
Minerva's Den è ambientato nella città sottomarina di Rapture nel 1968, dieci anni dopo gli eventi di BioShock e un anno dopo la fine del secondo capitolo. La storia non rivela dove si trovi Rapture, né quanto sia grande, anche se lascia intravedere la sua enormità.

## Trama
Minerva's Den vede come protagonista un Big Daddy della Serie Alfa, il Soggetto Sigma. Guidato dalla dottoressa Tenenbaum e da Charles Milton Porter, fondatore della Rapture Central Computing, Sigma si fa strada verso il Pensatore, un supercomputer che gestisce tutti i sistemi automatizzati della città. 
Durante lo sviluppo del Pensatore, Porter ha cercato di dargli una personalità modellandola su quella della defunta moglie Pearl. Il suo partner, Reed Wahl, l'ha trovata una perdita di tempo, finendo col diventare ossessionato da quella che credeva fosse l'abilità del Pensatore di predire il futuro. Per avere il controllo totale del Pensatore, Wahl ha incastrato Porter per tradimento contro il leader di Rapture, Andrew Ryan, portando al suo arresto e alla sua scomparsa.
Tramite comunicazioni radio, Porter istruisce Sigma su come attraversare il Minerva's Den (dove si trova il Pensatore) e recuperare i suoi progetti da Wahl, così da porterlo ricostruire in superficie. Mentre Sigma procede, l'ambiente diventa sempre più pericoloso a causa dei sofisticati sistemi difensivi del Pensatore,  e dell'interferenza di Wahl e del suo esercito privato di ricombinanti. In tutto questo, la vera identità di Sigma resta un mistero, che viene svelato solo nelle fasi finali del gioco.
Quando Sigma raggiunge il Pensatore e completa la sua missione, il computer riconosce il Big Daddy come Charles Milton Porter, rivelando dunque la sua vera identità. La dottoressa Tenenbaum spiega poi che le "istruzioni" di Milton durante il gioco venivano, in realtà, dal Pensatore, che stava imitando la voce di uno dei suoi creatori.
Dopo che Sigma uccide Wahl, lui e la Tenenbaum ritornano in superficie con una batisfera; la Tenenbaum riesce a invertire la programmazione di Sigma e a farlo tornare l'uomo di un tempo. Porter visita la tomba di sua moglie e lascia una lettera in cui si scusa per aver cercato di riportarla in vita usando il Pensatore, e che ha finalmente deciso di lasciarla andare.

## Il Pensatore
Il Pensatore è il computer principale della città di Rapture. Conosciuto inizialmente come Rapture Operational Data Intraparietal Network (R.O.D.I.N), fu creato da Charles Milton Porter e Reed Wahl per ordine di Andrew Ryan. Quando il Pensatore divenne operativo, fu usato per gestire tutte le infrastrutture critiche di Rapture e fornire un sistema per collegare tutti gli esercizi della città. Col tempo, Porter raffinò il Pensatore, espandendo la sua capacità di fare previsioni e calcoli. Ciò lo rese un'attrazione piuttosto popolare, con tanto di tour e servizi pubblici. Alla fine, Porter cominciò a esaminare le capacità del Pensatore di replicare pensieri e sentimenti umani, nella speranza di dare alla sua creazione la personalità di Pearl, la moglie deceduta. Wahl trovò questo sviluppo una perdita di tempo, avendo già sfruttato il Pensatore per arricchirsi. Convinto che Porter stesse trattando il Pensatore come un giocattolo e ne stesse sprecando il potenziale, Wahl incastrò Porter e persuase Ryan a dargli il pieno controllo su di esso. Durante il gioco, Wahl usa il Pensatore contro Sigma, predicendone le azioni e piazzando trappole, schierando difese automatizzate, e mandandogli contro ricombinanti e Big Daddy per intercettarlo.

## Modalità di gioco
Come gli altri titoli della serie Bioshock: Minerva's Den è uno sparatutto in prima persona. Il giocatore potrà portare con sé solo una quantità limitata di oggetti, cosa che obbliga a una gestione attenta di munizioni, salute e ADAM.
Sia il giocatore che gli altri personaggi possono cambiare l'ambiente circostante; per esempio, sparando a un muro, soffitto o pavimento apparirà un buco nel punto colpito.
Molti oggetti ed elementi dello scenario saranno influenzati dalla fisica. Il giocatore e i personaggi non giocanti possono calciare, lanciare e buttare giù gli oggetti più piccoli. Anche l'acqua influisce sui movimenti del giocatore: sott'acqua i movimenti e le cadute saranno più lenti. Tipiche di Minerva's Den sono le meccaniche del plasmide "Pozzo di gravità", che permette di lanciare un buco nero artificiale entro un certo raggio d'azione, risucchiando al suo interno nemici e oggetti, finché il buco nero non implode, espellendo la materia risucchiata.

## Innovazioni
In Minerva's Den, sono stati aggiunti nuovi elementi che lo differenziano da Bioshock e BioShock 2.
Tra questi, un nuovo plasmide, "Pozzo di gravità", che permette al giocatore di lanciare un buco nero entro un certo raggio d'azione, in grado di risucchiare nemici e piccoli oggetti, per poi implodere e infliggere gravi danni. Il giocatore e gli oggetti più grandi non verranno colpiti dall'effetto del plasmide.
Minerva's Den presenta anche una nuova arma, il laser, che spara un raggio continuo e che usa come munizioni cartucce al plasma, cartucce termiche o cartucce esplosive. Le meccaniche del laser ricordano molto quelle del lanciafiamme chimico di BioShock, ma con un raggio più ampio.
Alcune porte dispongono di serrature elettromagnetiche e dovranno essere aperte usando "Pozzo di gravità" in modo da rimuovere la fonte energetica della serratura stessa.

## Personaggi
- Soggetto Sigma: il protagonista del DLC, un Big Daddy della Serie Alfa. Il suo obiettivo è raggiungere il Pensatore per copiare i suoi programmi prima che venga distrutto dall'inevitabile collasso di Rapture.
- Reed Wahl: l'antagonista principale del DLC. Ricercatore e programmatore di grande talento, collaborò alla costruzione del Pensatore prima di abusarne per il suo guadagno personale. Il suo obiettivo è proteggere il Pensatore da Sigma e sbarazzarsi di lui con ogni mezzo necessario. I vari audiodiari trovati durante il gioco rivelano che Wahl si è impadronito del Pensatore facendo credere a Ryan che Porter stesse complottando contro di lui. Dopo l'arresto di Porter, Wahl diventò assuefatto dall'ADAM per restare in vita e sviluppò un folle attaccamento al Pensatore.
- Brigid Tenenbaum: personaggio apparso nel gioco principale, aiuta Sigma a localizzare il Pensatore e gli chiede di liberare delle Sorelline tenute prigioniere da Wahl per mantenere il controllo sui ricombinanti.
- Charles Milton Porter: scienziato responsabile della creazione del Pensatore, costruito basandosi sul lavoro e sulle teorie del suo mentore, Alan Turing. Devastato dalla morte di sua moglie Pearl durante un raid aereo dei tedeschi su Londra, Porter cominciò a lavorare sulla programmazione della personalità del Pensatore, sperando di "resuscitare" sua moglie. Porter fu poi incastrato per tradimento verso Andrew Ryan dal suo socio corrotto, Reed Wahl, e successivamente arrestato. Nel DLC, Porter guida Sigma al Pensatore tramite comunicazioni radio.

## Pubblicazione
Minerva's Den è uscito il 31 agosto 2010 per PlayStation 3 e Xbox 360. È uscito poi su PC il 31 maggio 2011, e su Mac il 29 marzo 2012.

## Accoglienza
| Testata                          | Versione | Giudizio |
| -------------------------------- | -------- | -------- |
| Metacritic (media al 24-05-2021) | PS3      | 81/100   |
| Metacritic (media al 24-05-2021) | X360     | 82/100   |

Minerva's Den è stato lodato da molti per la sua storia coinvolgente, e detiene su Metacritic un punteggio di 82/100 per la versione Xbox 360, che indica "recensioni generalmente positive". Minerva's Den è stata spesso definito dalla critica una delle migliori espansioni DLC di tutti i tempi.